# Diadromus peterseni
Diadromus peterseni là một loài tò vò trong họ Ichneumonidae.